# Большой Сен-Бернар (тоннель)
Тоннель Большой Сен-Бернар (фр. Tunnel du Grand-Saint-Bernard) — автомобильный тоннель, дополняющий дорогу через перевал Большой Сен-Бернар. Соединяет швейцарскую коммуну Бур-Сен-Пьер (кантон Вале) с итальянской Сен-Реми-ан-Босс (регион Валле-д’Аоста). Название тоннелю дано по названию перевала.
Строительство тоннеля было начато в 1958 году. Открытие состоялось 19 марта 1964 года. На момент открытия он был самым длинным тоннелем в мире, побив рекорд тоннеля Виела в Испании.
Длина тоннеля составляет 5798 м. Северный конец тоннеля находится на высоте 1918 м, южный — на высоте 1875 м над уровнем моря. Оба выезда из тоннеля оборудованы защитными козырьками на случай схода лавин, что обеспечивает круглогодичное функционирование трассы.
Проезд по тоннелю платный. Таможня расположена на северном въезде в тоннель, хотя граница между Швейцарией и Италией проходит в 2938 м от северного въезда и в 2860 м от южного.